# Peter Sauber
Peter Sauber (n. 13 octombrie 1943, Zürich, cantonul Zürich, Elveția) este un om de afaceri de origine elvețiană, deținătorul a 20% din acțiunile echipei de Formula 1 BMW Sauber.
Între 1993 și 2005, Sauber a fost acționar principal al echipei de Formula 1 Sauber.